# Adán Quiroga
Adán Quiroga (San Juan, Argentina, 6 de marzo de 1863 - Buenos Aires, Argentina, 10 de noviembre de 1904) fue un político, jurista, poeta, arqueólogo, historiador, periodista y folclórogo argentino.

## Infancia y juventud
Adán Quiroga nació en la ciudad de San Juan el 6 de marzo de 1863, hijo del matrimonio de Joaquín Quiroga y de Josefa Ovejero. Sin embargo, en 1866 su familia se mudó a San Fernando del Valle de Catamarca, debido a los problemas políticos existentes en San Juan, y a que su padre fue nombrado juez federal en aquella ciudad por el presidente Bartolomé Mitre.
Realizó sus estudios primarios y secundarios en la ciudad de Catamarca. Al finalizar sus estudios, Quiroga se trasladó a Córdoba, donde cursó la carrera de derecho en la universidad de dicha ciudad, graduándose en 1884; un año más tarde, se graduó en derecho canónico. Allí trabó amistad con Joaquín V. González, con quien se inició en el periodismo, escribiendo en los diarios La Propaganda y El Interior.

## Obras
- Flores del aire (Poesías, 1893, )
- Proyecto de código de Policía y procedimientos judiciales (1895)
- Antigüedades calchaquies (1896)
- Ley orgánica de los tribunales (1897)
- Folklore Calchaqui (1897)[5]
- Procedimientos de la justicia de paz (1897)